# Byatha, Tumkur
Byatha là một làng thuộc tehsil Tumkur, huyện Tumkur, bang Karnataka, Ấn Độ.